# Molnári, Zala
Molnári (în croată Mlinarci) este un sat în districtul Letenye, județul Zala, Ungaria, având o populație de 718 locuitori (2011).

## Demografie
Componența etnică a satului Molnári
     Maghiari (61,61%)
     Croați (38%)
     Germani (0,38%)
Componența confesională a satului Molnári
     Romano-catolici (77,3%)
     Fără religie (1,67%)
     Necunoscută (19,78%)
     Alte religii (1,25%)
Conform recensământului din 2011, satul Molnári avea 718 locuitori. Din punct de vedere etnic, majoritatea locuitorilor (61,61%) erau maghiari, cu o minoritate de croați (38,0%).  Din punct de vedere confesional, majoritatea locuitorilor (77,3%) erau romano-catolici, cu o minoritate de persoane fără religie (1,67%). Pentru 19,78% din locuitori nu este cunoscută apartenența confesională.